# Far Cry 6
Far Cry 6 je akční střílečka z pohledu první osoby vyvíjená společností Ubisoft Toronto a distribuovaná Ubisoftem. Jde o šesté pokračování herní série Far Cry, které vyšlo 7. října 2021 pro platformy Amazon Luna, Microsoft Windows, PlayStation 4, PlayStation 5, Xbox One, Xbox Series X/S a Stadia.
Hra se odehrává na fiktivním karibském ostrově Yara, kde vládne diktátor „El Presidente“ Antón Castillo (Giancarlo Esposito). V hlavní rolích se ocitne také Antónův syn Diego (Anthony Gonzalez), ve kterém vidí jeho otec velkého nástupce. Hráč převezme roli partyzánského bojovníka Daniho Rojase, s nímž se pokusí svrhnout Castilla a jeho režim.

## Příběh
Příběh hry začíná v hlavním městě státu Yara jménem Esperanza, v den, kdy začaly nepokoje. Hlavní hrdina (či hrdinka) Dani Rojas se s přáteli vydává na loď, pomocí které uprchnou ze země. Loď je avšak přepadena samotným El Presidentem, který ji nechá rozstřílet svými vojáky. Přežije to pouze Dani. Dani se probouzí na ostrově, na kterém sídlí partyzánská skupina Libertad. Najde jejich vůdkyní Claru a přidává se k nim. Společně postupně přeberou celý ostrov z moci diktátora a svrhnou jeho vládu.